# Cummings Island
Cummings Island är en ö i Kanada.   Den ligger i provinsen Ontario, i den sydöstra delen av landet.
Runt Cummings Island är det i huvudsak tätbebyggt. Runt Cummings Island är det mycket tätbefolkat, med 1 692 invånare per kvadratkilometer.